# Wierni świeccy

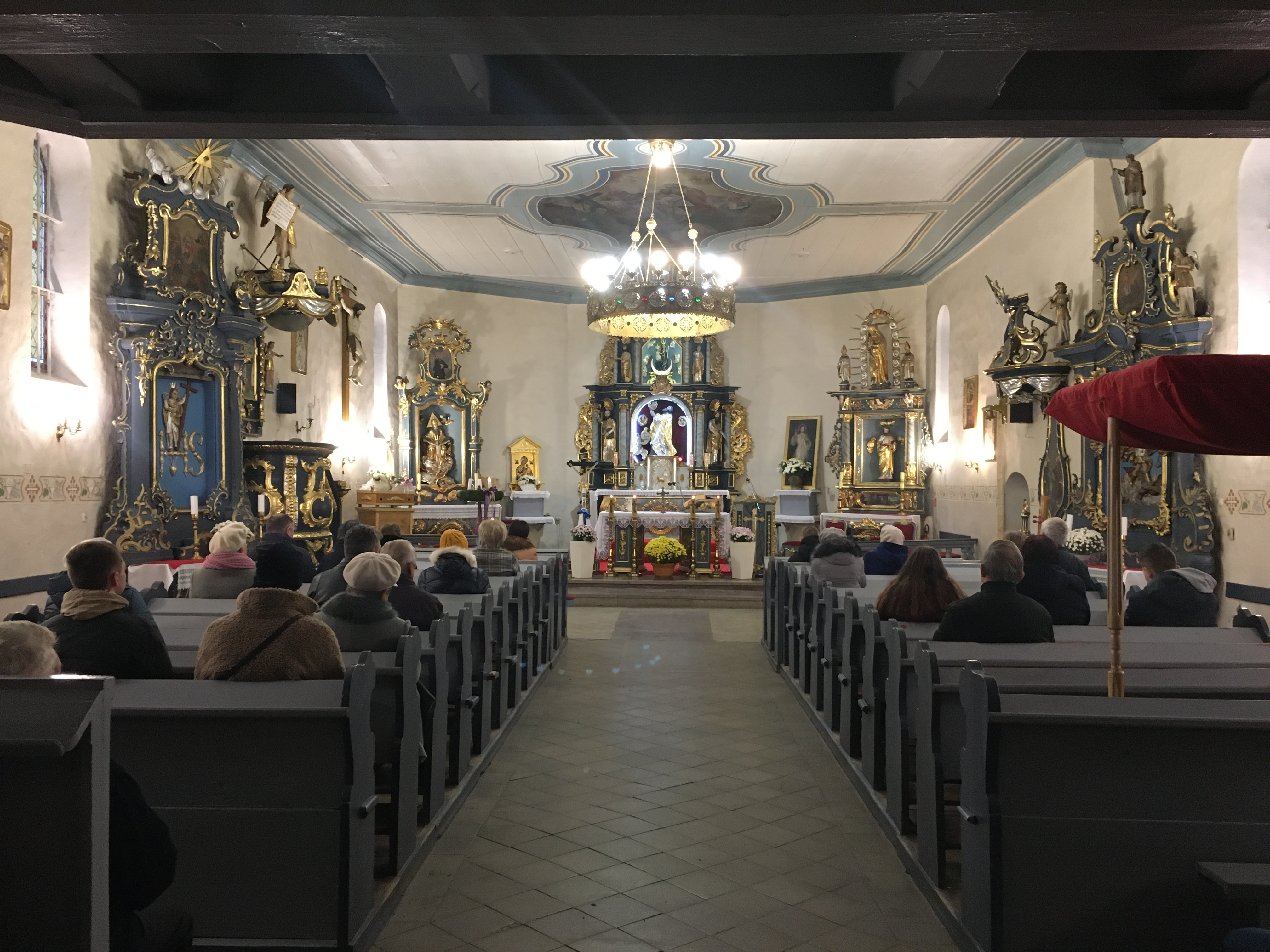
Wierni zgromadzeni w kościele przed rozpoczęciem mszy świętej

Wierni świeccy (laikat) – wszyscy wierni, którzy nie są kapłanami bądź zakonnikami.

## W Kościele katolickim
Jak podaje Katechizm Kościoła Katolickiego: „Właściwością stanu ludzi świeckich jest życie wśród świata i spraw doczesnych”. 
Stan świeckich, przez wieki traktowany jako drugorzędny w Kościele, doczekał się odpowiedniego uznania dopiero podczas Soboru Watykańskiego II. Obecnie mówi się o powołaniu świeckich. Jest nim „szukanie Królestwa Bożego, zajmując się sprawami świeckimi i kierując nimi po myśli Bożej... Szczególnym więc ich zadaniem jest tak rozświetlać wszystkie sprawy doczesne”. 
Wierni świeccy, jak wszyscy wierni Kościoła katolickiego, mają na mocy chrztu obowiązek apostolstwa oraz dążenia do świętości. Papież Jan Paweł II w kwestii katechumenatu pisał: „Zadać katechumenowi pytanie: «Czy chcesz przyjąć chrzest?» znaczy zapytać go zarazem: «Czy chcesz zostać świętym?»”.